# Odoardo Beccari
Odoardo Beccari (n. 16 noiembrie 1843, Florența, Marele Ducat de Toscana – d. 25 octombrie 1920, Florența, Regatul Italiei) a fost un naturalist italian, cunoscut probabil pentru descoperirea unei plantei cu cea mai mare inflorescență (care nu se află pe o creangă) din lume, în Sumatra în 1878.